# Nieznanki
Nieznanki [pronunciación en polaco: /ɲezˈnaŋki/] es un pueblo en el distrito administrativo de Gmina Huszlew, dentro del Distrito de Łosice, Voivodato de Mazovia, en el centro-este de Polonia. Se encuentra aproximadamente 7 kilómetros al sudoeste de Huszlew, 14 kilómetros al sur de Łosice, y 121 kilómetros al este de Varsovia.